# Cissampelos hispida
Cissampelos hispida är en tvåhjärtbladig växtart som beskrevs av L.L. Forman. Cissampelos hispida ingår i släktet Cissampelos och familjen Menispermaceae. Inga underarter finns listade i Catalogue of Life.